# الدوري السلوفيني لكرة القدم 1983–84
الدوري السلوفيني لكرة القدم 1983–84 هو موسم من الدوري السلوفيني لكرة القدم ‏. فاز فيه نادي ماريبور.